# مارتین بارکر
مارتین بارکر (متولد ۹ سپتامبر ۱۹۵۹، مرزیساید) او یک درامر انگلیسی است، به عنوان بهترین درامر برای Shriekback شناخته شده است. او همچنین عضو باتلاق پادشاه شده است، و با پائولا رائی گیبسون، بیلی براگ و بث گیبونز، راستین من، آلن باشونگ و جولده کامارا و جاستین آدامز کار کرده است.